# Бренешть (комуна, Ілфов)
Бренешть, Бренешті (рум. Brănești) — комуна у повіті Ілфов в Румунії. До складу комуни входять такі села (дані про населення за 2002 рік):
- Іслаз (1308 осіб)
- Бренешть (6350 осіб) — адміністративний центр комуни
- Ваду-Аней (33 особи)
- Пасеря (840 осіб)

Комуна розташована на відстані 18 км на схід від Бухареста, 144 км на південний схід від Брашова.

## Населення
За даними перепису населення 2002 року у комуні проживала 8531 особа.
Національний склад населення комуни:
| Національність   | Кількість осіб | Відсоток |
| ---------------- | -------------- | -------- |
| румуни           | 8514           | 99,8%    |
| цигани           | 11             | 0,1%     |
| болгари          | 3              | < 0,1%   |
| угорці           | 1              | < 0,1%   |
| росіяни-липовани | 1              | < 0,1%   |
| вірмени          | 1              | < 0,1%   |

Рідною мовою назвали:
| Мова       | Кількість осіб | Відсоток |
| ---------- | -------------- | -------- |
| румунська  | 8529           | > 99,9%  |
| угорська   | 1              | < 0,1%   |
| болгарська | 1              | < 0,1%   |

Склад населення комуни за віросповіданням:
| Релігія            | Кількість осіб | Відсоток |
| ------------------ | -------------- | -------- |
| православні        | 8505           | 99,7%    |
| римо-католики      | 7              | 0,1%     |
| бретрени           | 7              | 0,1%     |
| п'ятдесятники      | 1              | < 0,1%   |
| греко-католики     | 1              | < 0,1%   |
| баптисти           | 1              | < 0,1%   |
| не вказали релігію | 2              | < 0,1%   |

## Зовнішні посилання
- Дані про комуну Бренешть на сайті Ghidul Primăriilor [Архівовано 7 грудня 2012 у Wayback Machine.]